# Gallus-Konzerte
Die Gallus-Konzerte sind eine Veranstaltungsreihe klassischer Musik in Flörsheim am Main im Main-Taunus-Kreis in Hessen.

## Geschichte

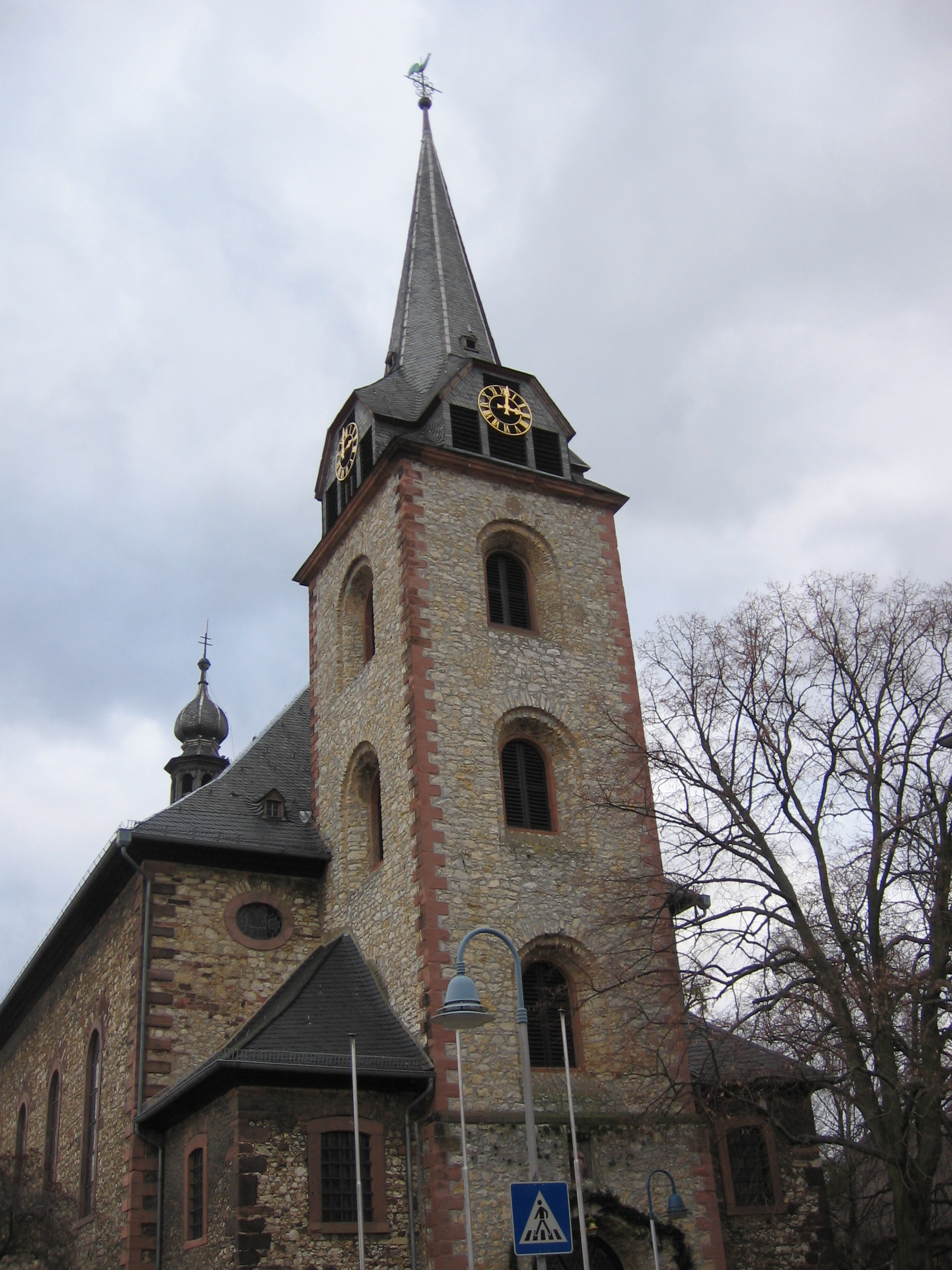
Pfarrkirche St. Gallus in Flörsheim am Main

Ende 1978 regten der damalige Landrat des MTK Bernward Löwenberg und der zur gleichen Zeit amtierende Bürgermeister der Stadt Flörsheim Dieter Wolf unter dem Eindruck eines Jubiläumskonzerts des Flörsheimer Kirchenchores in der barocken Gallus-Kirche beim anschließenden festlichen Beisammensein in einem Gespräch mit Alois Ickstadt (u. a. Gründer des Figuralchors Frankfurt) und Alois Kottmann (u. a. Gründer des Collegium Instrumentale Alois Kottmann) an, eine Konzertserie zu konzipieren, die dem Sakralbau der Galluskirche angemessen ein regionales musikkulturelles Zentrum innerhalb des Main-Taunus-Kreises werden könnte. Das führte 1979 zur Gründung des Vereins zur Förderung der Musik im Main-Taunus-Kreis, der Träger der nun schon über drei Jahrzehnte erfolgreichen und angesehenen Gallus-Konzerte wurde. Als Veranstaltungsort bot sich die St. Gallus-Kirche (erbaut 1766–1768) in Flörsheim am Main an, die dank ihrer Akustik und einer herausragenden Dahm-Orgel einen ansprechenden Rahmen für konzertante Aufführungen der Epochen Barock, Klassik und Romantik versprach. Die Veranstaltungsreihe begann 1980 mit festlichen Weihnachtskonzerten, die bis heute als Teil der aus insgesamt vier Konzerten bestehenden Reihe weitergeführt werden. 2005 wurde das 25-jährige Bestehen der Gallus-Konzerte gefeiert. Heute finden im Verlauf der jährlich stattfindenden Gallus-Konzerte-Saison im vierten Quartal eines Kalenderjahres zumeist Orchesterkonzerte, Orgelkonzerte und Oratorische Konzerte statt. Prominente Instrumental- und Gesangssolisten sowie bekannte Ensembles werden ebenso verpflichtet wie junge musikbegabte Talente, denen Gelegenheit gegeben werden soll, ihre Fähigkeiten im Rahmen eines Konzertes weiterzuentwickeln. Als Mitbegründer der Gallus-Konzerte, nahm der Geiger Alois Kottmann lange Zeit mit dem Collegium Instrumentale Alois Kottmann an den Konzerten teil. Alois Ickstadt gab jahrzehntelang als einer der Dirigenten und mit dem unter seiner Leitung auftretenden Figuralchor Frankfurt den Gallus-Konzerten mit den Oratorien einen immer wieder glänzenden Höhepunkt. Die Medien von der Flörsheimer Zeitung über den Hessischen Rundfunk, die Frankfurter Rundschau und die Frankfurter Allgemeine Zeitung nehmen die Gallus-Konzerte regelmäßig positiv zur Kenntnis.

## Fundraising
Die Gallus-Konzerte werden durch den Fördererkreis Musik Main-Taunus e. V. durch das Engagement seiner Mitglieder unterstützt. Neben dem Vorstand wacht ein fachlicher Beirat über die Einhaltung der Ziele, die in einer Förderung musikkultureller Zwecke im Wesentlichen auf dem Gebiet der Klassischen Musik durch die Aufführung bedeutender Werke der Musikliteratur sowie der Förderung junger Künstler bestehen.

## Sponsoring
Für den finanziellen Aufwand, der durch die Gallus-Konzerte entsteht, werden Sponsoren gesucht, die sich beispielsweise als Schirmherren einzelner Konzerte engagieren können. Ihnen stehen unter anderem Räumlichkeiten zur Verfügung, um bei Bedarf im Anschluss an die Konzerte Empfänge, Buffets oder Diners veranstalten zu können.

## Hörfunk/Fernsehen
Die Gallus-Konzerte werden teilweise als Veranstaltungen des Hessischen Rundfunks geführt und aufgezeichnet.

## Diskographie
- Gallus-Konzerte in der Barockkirche zu Flörsheim am Main. Werke von Wolfgang Amadeus Mozart, Felix Mendelssohn Bartholdy, Joseph Rheinberger u. a. Opus 27035. Collegium Instrumentale Alois Kottmann, Figuralchor des Hessischen Rundfunks, Leitung: Alois Ickstadt. Cappella Wiesbaden 1989
- Gallus-Konzerte Flörsheim am Main. Werke von Wolfgang Amadeus Mozart, Dietrich Buxtehude, Felix Mendelssohn Bartholdy, Johann Sebastian Bach, Joseph Haydn, Joseph Rheinberger u. a. Opus 27042.  Collegium Instrumentale Alois Kottmann, Figuralchor des Hessischen Rundfunks, Leitung: Alois Ickstadt. Cappella Wiesbaden 1990